# Peopleware
Peopleware são pessoas que trabalham diretamente, ou indiretamente, com a área de tecnologia da informação, ou mesmo com Sistema de Informação. Também pode ser o popular livro sobre gerenciamento de projetos ISBN 0-932633-43-9, 1987, escrito por consultores de software Tom DeMarco e Timothy Lister.
O peopleware é a parte humana que se utiliza das diversas funcionalidades dos sistemas computacionais, seja este usuário um Analista de sistema ou, até mesmo, um simples cliente que faz uma consulta em um caixa eletrônico da Rede Bancária, como também uma atendente de um Supermercado.

## Visão geral
O conceito de peopleware na infomática cobre uma série de aspetos:
- Desenvolvimento de pessoal produtivo
- Cultura da organização ou empresa
- Aprendizagem organizacional
- Desenvolvimento de equipes produtivas
- Modelagem das competências humanas